# Belvosia naccina
Belvosia naccina là một loài ruồi trong họ Tachinidae.